# Boeboekuilen
De boeboekuilen (Ninox) zijn een geslacht van vogels uit de familie van de uilen (Strigidae). Vroeger heetten deze uilen valk-uilen, maar deze Nederlandse naam is nu nog voorbehouden aan vier soorten uit het geslacht Athene. De wetenschappelijke naam Ninox is voor het eerst geldig gepubliceerd in 1837 door Brian Houghton Hodgson. Het is een samentrekking van de latijnse woorden nisus (sperwer) en nox (nacht).

## Voorkomen
De boeboekuilen komen voor in Azië en Oceanië. De Nieuw-Zeelandse boeboekuil (Ninox novaeseelandiae) is de bekendste soort.

## Soorten
Er zijn 39 verschillende soorten in dit geslacht waarvan een is uitgestorven:
- Ninox affinis  – Andamanenboeboekuil

- Ninox boobook  – Australische boeboekuil
- Ninox burhani  – Togianboeboekuil
- Ninox connivens  – Blafuil
- Ninox forbesi  – Tanimbarboeboekuil
- Ninox fusca  – Timorboeboekuil
- Ninox hantu  – Buruboeboekuil
- Ninox hypogramma  – Halmaheraboeboekuil
- Ninox ios  – Roestbruine boeboekuil
- Ninox japonica  – Noord-Aziatische boeboekuil
- Ninox leucopsis  – Tasmaanse boeboekuil
- Ninox leventisi  – Camiguinboeboekuil
- Ninox meeki  – Meeks boeboekuil
- Ninox mindorensis  – Mindoroboeboekuil
- Ninox natalis  – Christmaseilandboeboekuil
- Ninox novaeseelandiae  – Nieuw-Zeelandse boeboekuil
- Ninox obscura  – Humes boeboekuil
- Ninox ochracea  – Geelbuikboeboekuil
- Ninox odiosa  – New-britainboeboekuil
- Ninox philippensis  – Luzonboeboekuil
- Ninox plesseni  – Alorboeboekuil
- Ninox punctulata  – Gespikkelde boeboekuil
- Ninox randi  – Filipijnse boeboekuil
- Ninox reyi  – Suluboeboekuil
- Ninox rotiensis  – Rotiboeboekuil
- Ninox rudolfi  – Soembaboeboekuil
- Ninox rufa  – Rosse boeboekuil
- Ninox rumseyi  – Cebuboeboekuil
- Ninox scutulata  – Zuid-Aziatische boeboekuil
- Ninox spilocephala  – Mindanaoboeboekuil
- Ninox spilonotus  – Romblonboeboekuil
- Ninox squamipila  – Seramboeboekuil
- Ninox strenua  – grote boeboekuil
- Ninox sumbaensis  – Kleine soembaboeboekuil
- Ninox theomacha  – Bruine boeboekuil
- Ninox variegata  – Bismarckboeboekuil

### Uitgestorven
- † Ninox albifacies  – lachuil